# Frank van Hattum
Francesco van Hattum (ur. 17 listopada 1958 w New Plymouth) – nowozelandzki piłkarz, reprezentant kraju.

## Kariera piłkarska
Van Hattum urodził się w New Plymouth. Jako junior szkolił się w Moturoa AFC. Od 1976 grał w zespole Manurewa AFC. Największe sukcesy odniósł w sezonie 1978, w którym zdobył dwa trofea: Chatham Cup i Challenge Trophy. Przez 6 lat gry dla Manurewy zagrał w 140 spotkaniach.
Sezon 1983 spędził w drużynie Christchurch United, w której rozegrał 20 spotkań. W kolejnym sezonie strzegł bramki Papatoetoe AFC. Od 1985 występował w akademickiej drużynie Auckland University, grającej w najwyższej klasie rozgrywkowej w kraju. Dla drużyny z Uniwersytetu w Auckland zagrał w 41 spotkaniach, w których udało mu się raz wpisać na listę strzelców.
W latach 1987–1989 był piłkarzem Tauranga City United AFC. Karierę piłkarską zakończył w 1990, po raz drugi będąc piłkarzem Manurewa AFC.
| Sezon | Klub                     | Kraj          | Rozgrywki                          | Mecze | Bramki |
| ----- | ------------------------ | ------------- | ---------------------------------- | ----- | ------ |
| 1976  | Manurewa AFC             | Nowa Zelandia | Division 2                         |       |        |
| 1978  | Manurewa AFC             | Nowa Zelandia | Division 2                         |       |        |
| 1978  | Manurewa AFC             | Nowa Zelandia | Division 2                         | 18    | 0      |
| 1979  | Manurewa AFC             | Nowa Zelandia | New Zealand National Soccer League | 21    | 0      |
| 1980  | Manurewa AFC             | Nowa Zelandia | New Zealand National Soccer League | 22    | 0      |
| 1981  | Manurewa AFC             | Nowa Zelandia | New Zealand National Soccer League | 20    | 0      |
| 1982  | Manurewa AFC             | Nowa Zelandia | New Zealand National Soccer League | 19    | 0      |
| 1983  | Christchurch United      | Nowa Zelandia | New Zealand National Soccer League | 20    | 0      |
| 1984  | Papatoetoe AFC           | Nowa Zelandia | New Zealand National Soccer League | 22    | 0      |
| 1985  | Auckland University      | Nowa Zelandia | New Zealand National Soccer League | 21    | 1      |
| 1986  | Auckland University      | Nowa Zelandia | New Zealand National Soccer League | 20    | 0      |
| 1987  | Tauranga City United AFC | Nowa Zelandia |                                    |       |        |
| 1988  | Tauranga City United AFC | Nowa Zelandia |                                    |       |        |
| 1989  | Tauranga City United AFC | Nowa Zelandia |                                    |       |        |
| 1990  | Manurewa AFC             | Nowa Zelandia |                                    |       |        |

## Kariera reprezentacyjna
Van Hattum w pierwszej reprezentacji zadebiutował 21 lutego 1980 w meczu przeciwko reprezentacji Fidżi, wygranym 2:0. W 1980 był członkiem kadry Nowej Zelandii na Puchar Narodów Oceanii. Podczas turnieju zagrał w dwóch spotkaniach z Fidżi i Wyspami Salomona.
W 1982 został powołany przez trenera Johna Adsheada na Mistrzostwa Świata 1982, gdzie reprezentacja Nowej Zelandii odpadła w fazie grupowej. Van Hattum zagrał w trzech spotkaniach ze Szkocją, Związkiem Radzieckim i Brazylią.
Po raz ostatni w reprezentacji zagrał 2 listopada 1986 w meczu przeciwko Australii, przegranym 1:2. Łącznie Frank van Hattum w latach 1980–1986 wystąpił w 28 spotkaniach reprezentacji Nowej Zelandii.
| Mecze i gole w reprezentacji | Mecze i gole w reprezentacji | Mecze i gole w reprezentacji | Mecze i gole w reprezentacji | Mecze i gole w reprezentacji | Mecze i gole w reprezentacji | Mecze i gole w reprezentacji |
| #                            | Data                         | Miasto                       | Przeciwnik                   | Gol                          | Wynik                        | Rozgrywki                    |
| ---------------------------- | ---------------------------- | ---------------------------- | ---------------------------- | ---------------------------- | ---------------------------- | ---------------------------- |
| 1.                           | 21.02.1980                   | Lautoka                      | Fidżi                        |                              | 2:0                          | towarzyski                   |
| 2.                           | 27.02.1980                   | Numea                        | Fidżi                        |                              | 0:4                          | Puchar Narodów Oceanii 1980  |
| 3.                           | 29.02.1980                   | Numea                        | Wyspy Salomona               |                              | 6:1                          | Puchar Narodów Oceanii 1980  |
| 4.                           | 20.08.1980                   | Auckland                     | Meksyk                       |                              | 4:0                          | towarzyski                   |
| 5.                           | 15.09.1980                   | Vancouver                    | Kanada                       |                              | 0:4                          | towarzyski                   |
| 6.                           | 17.09.1980                   | Edmonton                     | Kanada                       |                              | 0:3                          | towarzyski                   |
| 7.                           | 14.02.1982                   | Christchurch                 | Węgry                        |                              | 1:2                          | towarzyski                   |
| 8.                           | 15.06.1982                   | Malaga                       | Szkocja                      |                              | 2:5                          | MŚ 1982                      |
| 9.                           | 19.06.1982                   | Malaga                       | ZSRR                         |                              | 0:3                          | MŚ 1982                      |
| 10.                          | 23.06.1982                   | Sevilla                      | Brazylia                     |                              | 0:4                          | MŚ 1982                      |
| 11.                          | 25.09.1983                   | Auckland                     | Japonia                      |                              | 3:1                          | El. IO 1984                  |
| 12.                          | 01.10.1983                   | Auckland                     | Chińskie Tajpej              |                              | 2:0                          | El. IO 1984                  |
| 13.                          | 07.10.1983                   | Tokio                        | Japonia                      |                              | 1:0                          | El. IO 1984                  |
| 14.                          | 03.04.1984                   | Christchurch                 | Malezja                      |                              | 6:1                          | towarzyski                   |
| 15.                          | 08.05.1984                   | Auckland                     | Malezja                      |                              | 0:0                          | towarzyski                   |
| 16.                          | 15.04.1984                   | Singapur                     | Arabia Saudyjska             |                              | 1:3                          | El. IO 1984                  |
| 17.                          | 19.04.1984                   | Singapur                     | Kuwejt                       |                              | 0:2                          | El. IO 1984                  |
| 18.                          | 22.04.1984                   | Singapur                     | Korea Południowa             |                              | 0:2                          | El. IO 1984                  |
| 19.                          | 24.04.1984                   | Singapur                     | Bahamy                       |                              | 0:1                          | El. IO 1984                  |
| 20.                          | 07.06.1985                   | Auckland                     | Fidżi                        |                              | 2:0                          | towarzyski                   |
| 21.                          | 21.09.1985                   | Auckland                     | Australia                    |                              | 0:0                          | El. MŚ 1986                  |
| 22.                          | 05.10.1985                   | Auckland                     | Chińskie Tajpej              |                              | 5:1                          | El. MŚ 1986                  |
| 23.                          | 12.10.1985                   | Christchurch                 | Chińskie Tajpej              |                              | 5:0                          | El. MŚ 1986                  |
| 24.                          | 26.10.1985                   | Auckland                     | Izrael                       |                              | 3:1                          | El. MŚ 1986                  |
| 25.                          | 03.11.1985                   | Sydney                       | Australia                    |                              | 0:2                          | El. MŚ 1986                  |
| 26.                          | 10.11.1985                   | Tel Awiw                     | Izrael                       |                              | 0:3                          | El. MŚ 1986                  |
| 27.                          | 25.10.1986                   | Auckland                     | Australia                    |                              | 1:1                          | towarzyski                   |
| 28.                          | 02.11.1986                   | Sydney                       | Australia                    |                              | 1:2                          | towarzyski                   |

## Sukcesy
Manurewa AFC
- Chatham Cup (1): 1978
- Challenge Trophy (1): 1978